# Фильгин, Василий Сергеевич
Васи́лий Серге́евич Фильгин (1857 — после 1917) — член IV Государственной думы от Смоленской губернии, крестьянин.
Православный, крестьянин деревни Андриановки Коноплинской волости Ельнинского уезда.
Окончил сельскую школу. Воинскую повинность отбывал в Кавалергардском полку. Затем занимался земледелием (24 десятины). До избрания в Государственную думу 15 лет состоял волостным старшиной. Был членом Союза 17 октября.
В 1912 году был избран в члены Государственной думы от Смоленской губернии съездом уполномоченных от волостей. Входил во фракцию октябристов, после её раскола — в группу земцев-октябристов и Прогрессивный блок. Состоял членом продовольственной и о народном здравии комиссий.
Судьба после 1917 года неизвестна. Был женат.